# منشأة بسيون
منشأة بسيون إحدى قرى مركز بسيون التابع لمحافظة الغربية بجمهورية مصر العربية. أصلها من توابع بسيون في فصلت عنها في سنة 1275 هجري.

## السكان
بلغ عدد سكان منشأة بسيون 709 نسمة حسب تقدير عام 2018.
| السنة  | 1897 | 1907 | 1927 | 1947 | 1960 | 1976 | 1986 | 1996 | 2006 | 2018 |
| ------ | ---- | ---- | ---- | ---- | ---- | ---- | ---- | ---- | ---- | ---- |
| القرية | 617  | 431  | 825  | 2677 | 286  | 426  | 559  | 611  | 709  | 1171 |